# دینامیت رول

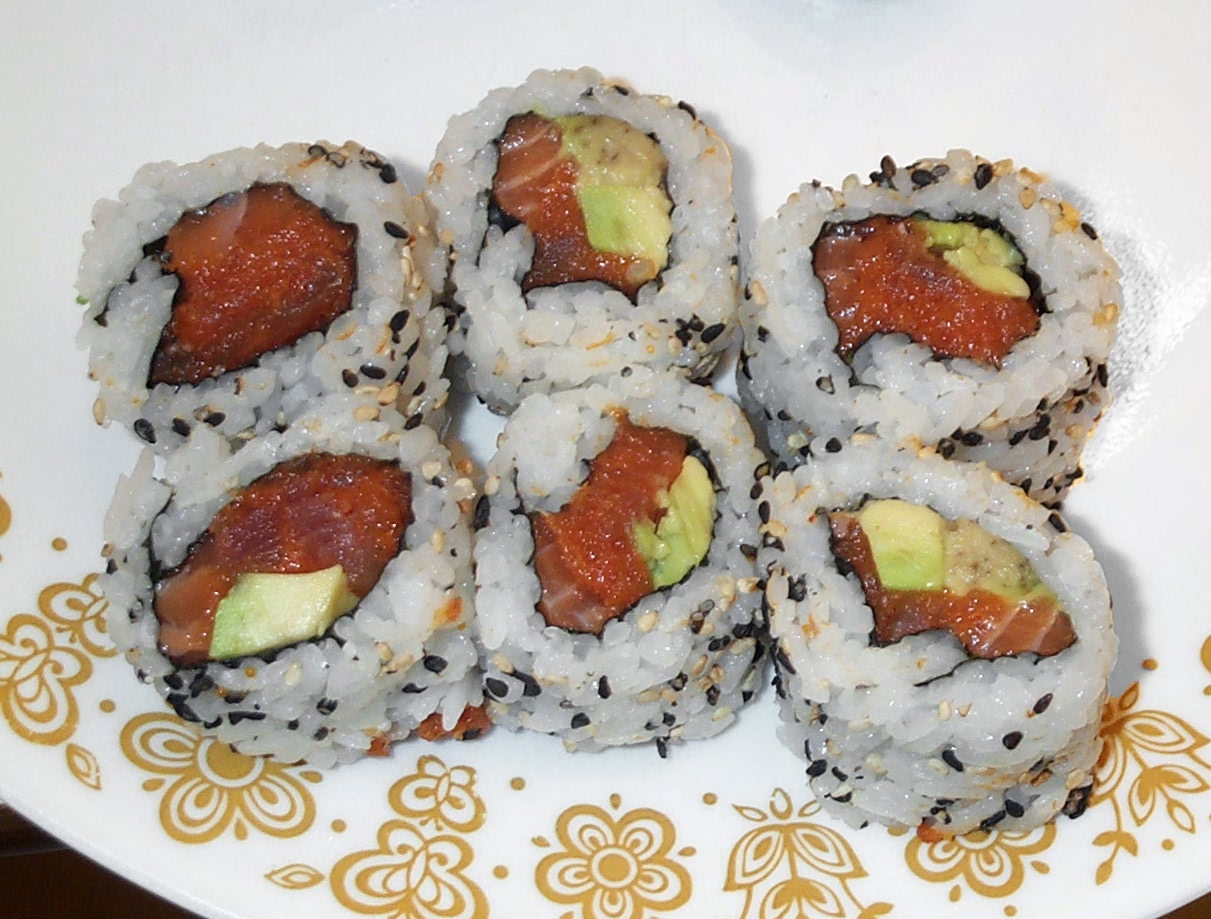

رول دینامیت (انگلیسی: Dynamite roll) نوعی سوشی به سبک غربی است. معمولاً حاوی یک تکه میگو تمپورا (غذا) و اشپل (قلیه کپلین)، با سبزیجاتی مانند جوانه تربچه، آووکادو و/یا خیار، و همچنین سس مایونز ژاپنی است. در نوع دیگری، بوری (دم زرد) جایگزین تمپورا میگو می‌شود.